# 阳耽
陽耽，五胡十六国時代前燕人物，右北平郡無終县人，其子陽騖。
陽耽在西晋担任遼西郡太守。建興元年（313年）四月，鮮卑慕容部大人慕容廆派遣鷹揚将軍慕容翰，打占据遼西的段部攻。慕容翰攻克徒河、新城，陽耽守卫阳乐。慕容翰攻克阳乐，俘虏陽耽。慕容廆礼遇陽耽，以他和裴嶷、黄泓、魯昌为謀主。
大興4年（321年）十二月，慕容廆被东晋任命为車騎将軍、都督幽平二州東夷諸軍事、平州牧，封遼東公。陽耽被任命为軍諮祭酒。后任東夷校尉。陽耽清廉耿直沉毅机敏，妻子李氏博学有威儀，被慕容皝礼敬。他的侄子阳裕幼年丧父，兄弟早亡，宗族内无人看重他。只有陽耽称赞他："此儿非惟吾门之标秀，乃佐时之良器也。"陽裕后来和陽耽之子陽騖都成为前燕的重臣。